# 고마촌 (사이타마현)
고마촌(高麗村)은 사이타마현 이루마군에 존재했던 촌이다. 

## 지리
- 현재의 히다카시 서부에 위치하며, 거의 마을 서쪽에서 북동쪽으로 고마강이 흐르고 있다. 현재는 고구마 밭과 고마신사가 있는 곳으로 알려져 있다.
- 세이부 이케부쿠로선 고마역, 무사시요코테역이 촌에 있는 기차역이었지만, 중심부에서는 떨어져 있었다.

## 역사
- 1889년 4월 1일 - 정촌제 시행에 의해 고마군 고마촌이 성립하였다.
- 1896년 4월 1일 - 이루마군에 소속되었다.
- 1955년 2월 11일 - 고마가와촌과 신설합병해 히다카정이 성립해, 동일 고마촌은 폐지되었다.